# John Lethbridge

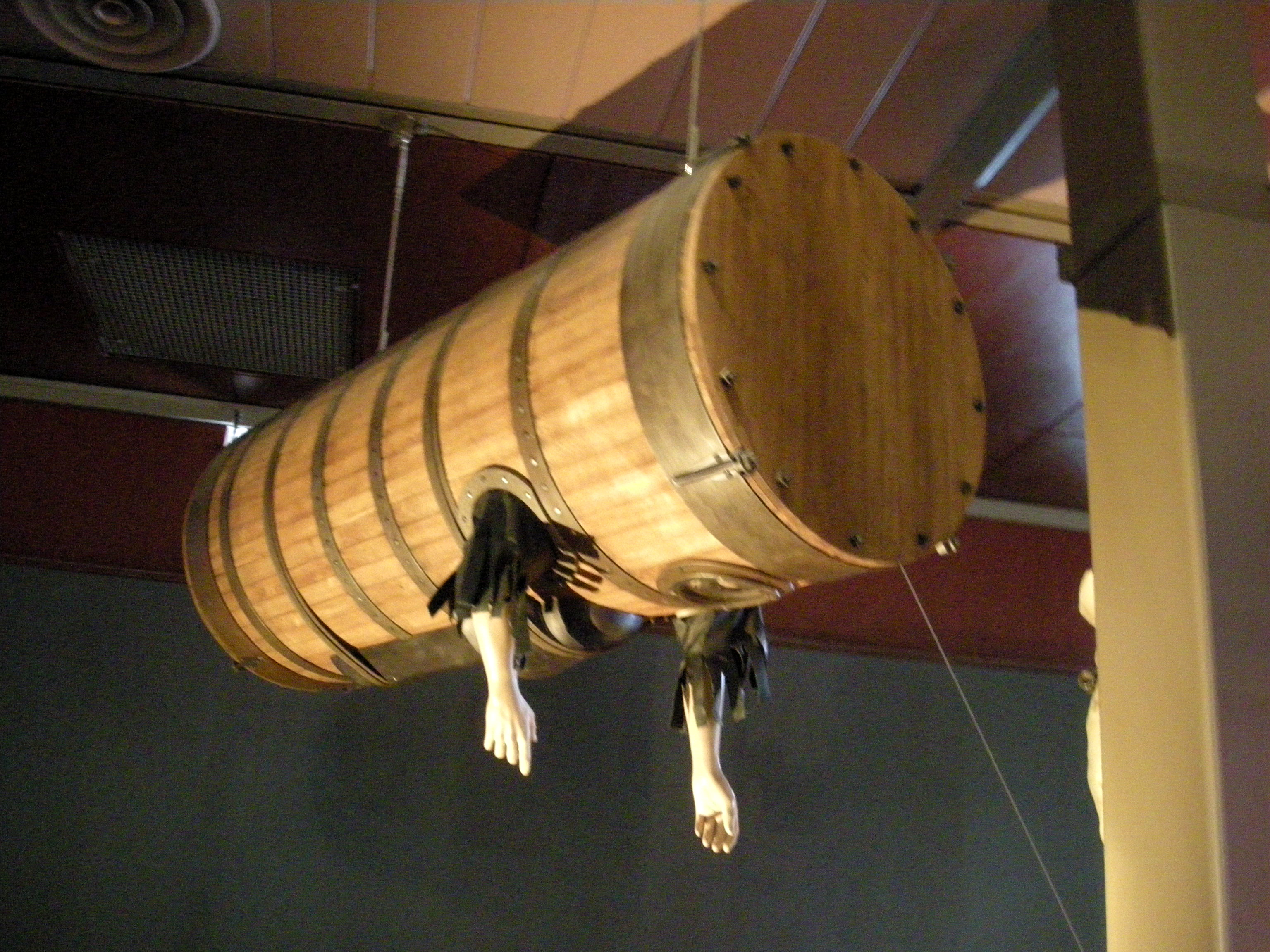
Eine Nachbildung der Lethbridge diving machine in der Cité de la Mer in Cherbourg, Frankreich.

John Lethbridge (* 1675; † 1759) erfand 1715 die erste Taucherglocke. Er lebte im Bezirk Devon in South West England und hatte 17 Kinder.

John Lethbridge war ein Wollhändler aus Newton Abbot, der 1715 eine Tauchmaschine erfand, mit der Wertgegenstände aus Wracks geborgen wurden. Bei dieser Maschine handelte es sich um ein luftdichtes Eichenfass, das es dem Taucher ermöglichte, lange genug unterzutauchen, um Unterwassermaterial zu bergen. In Lethbridges Worten:
Es besteht aus perfekt runder Täfelung, ist etwa 6 Fuß lang, hat am Kopf etwa 2,5 Fuß Durchmesser und am Fuß etwa 18 Zoll Durchmesser und fasst etwa 30 Gallonen; Es ist außen und innen mit Eisenreifen umwickelt, um vor Druck zu schützen. Es gibt zwei Löcher für die Arme und ein Glas mit einem Durchmesser von etwa 4 Zoll und einer Dicke von anderthalb Zoll, durch das man hindurchschauen kann. Es ist im unteren Teil so befestigt, dass es in direkter Linie mit dem Auge liegt, und verfügt über zwei Luftlöcher der obere Teil, in dessen einen Luft durch ein Paar Blasebälge geleitet wird, die beide unmittelbar vor dem Absinken in den Boden mit Stopfen verschlossen werden. Am Fußteil befindet sich ein Loch zum Ablassen des Wassers. Manchmal ist hinten oder oben ein großes Seil befestigt, an dem es herabgelassen wird, und es gibt eine kleine Leine, die Signalleine genannt wird, durch die die Leute oben angewiesen werden, was sie tun sollen, und darunter ist ein Stück Holz befestigt als Schutz für das Glas. Ich gehe mit den Füßen voran hinein, und wenn meine Arme durch die Löcher gesteckt sind, wird der Kopf aufgesetzt, der mit Schrauben befestigt wird. Es erfordert ein Gewicht von 500 kg, um es zu versenken, und wenn man ihm nur 15 Pfund Gewicht entzieht, schwimmt es auf der Wasseroberfläche. Ich liege die ganze Zeit, die ich in der Maschine bin, aufrecht auf meiner Brust, was oft mehr als sechs Stunden gedauert hat, und werde häufig an der Oberfläche durch ein Paar Blasebälge erfrischt. Ich kann es etwa 12 Fuß im Quadrat nach unten verschieben, wo ich oft 34 Minuten geblieben bin. Ich bin schon viele hundert Mal 10 Klafter tief gewesen, und bin auch 12 Klafter tief gewesen, aber mit großen Schwierigkeiten
Nachdem er diese Maschine in seinem (speziell für diesen Zweck gebauten) Gartenteich getestet hatte, tauchte Lethbridge zu einer Reihe von Wracks: vier englische Kriegsschiffe, ein Ostindienfahrer (sowohl englische als auch niederländische), zwei spanische Galeonen und eine Reihe von Galeeren. Durch seine Bergungen wurde er sehr reich. Eine seiner bekannteren Bergungen fand an der niederländischen Slot ter Hooge statt, die mit über drei Tonnen Silber an Bord vor Madeira gesunken war.
Lethbridge ist in Newton Abbot begraben.